# おせんち酒場 君も濡れる街角
『おせんち酒場 君も濡れる街角』（おせんちさかば きみとぬれるまちかど）は、2019年に公開された日本の映画。映画監督・関根和美の遺作。

## 概要
2019年10月11日公開。監督した関根和美は公開前日となる10月10日に急逝したため本作が遺作となった。上映・配給元である上野オークラ劇場では「永遠の最新作」と表現している。11月1日より上野オークラ劇場で再公開。
快活なエロを描く関根プロダクション作品としては出色の、男の友情、悲哀を描いた作品。
キャッチコピーは『女はみんな、顔で笑ってお股で泣いて…』。

## あらすじ
弁護士の坂崎蓮はかつての友人・杉山大輝から手紙を受け取り再会する。二人は学生時代、学部のアイドル・彩加をめぐり、彼女を誘ったり告白する際は互いに嘘をつかず報告するという「紳士協定」を結んでいた。だが、再開した酒場で報告されたのは彩加は現在、坂崎の妻であること。ともに弁護士となり事務所を開業したこと。すると杉山も告白する。蓮と彩加が結ばれる前に彩加を抱いていたこと、彼女の処女も奪っていたこと。なぜ今頃と憤怒する蓮。学生時代に交わした男と男の約束、これは誠実に守り抜こうと告白する2人の男の青春の物語。

## キャスト
坂崎蓮
演 - 折笠慎也
現役合格して法学部に入学。卒業後は若くして弁護士事務所を独立開業した弁護士。勉強一筋で彩加と会うまで童貞。30歳で彩加と結婚する。開業当初はやり手と評判だったが、近年はうまくいかない。
杉山大輝
演 - 安藤ヒロキオ
二浪して法学部に入学した遊び人。学生時代から水商売女の家に転がり込みヒモ生活を送り大学も中退。その後ルポライターとして世界を飛び回り、国家機密に触れたため命を狙われるようになる。見かけと異なり酒に弱い。
坂崎彩加
演 - 梨々花
大学時代のマドンナ。司法試験に合格後は弁護士となり、その後夫婦で弁護士事務所を開設。優しくほっとけない性格。処女は酔いつぶれた杉山を快方していた際に襲われ奪われた。デニムのミニスカートを愛用。
西島明美
演 - 水城奈緒
学生時代の大輝を養っていた水商売の女性。
杉本幸枝
演 - 涼南佳奈
ルポライター・大輝を支える情婦。

## スタッフ
- 監督・脚本：関根和美
- 撮影：下元哲
- 照明：代田橋男
- 編集：有馬潜
- 助監督：加藤義一
- スチール：本田あきら
- 選曲：友愛学園音楽部
- 録音：小林徹哉
- 整音：Bias Technologist
- 監督助手：小関裕次郎
- 仕上げ：東映ラボ・テック
- 制作：関根プロダクション
- 提供：オーピー映画